# 1953年鐵路
此條目列出1953年發生有關鐵路運輸的事件。

## 事件

### 1月
- 1月16日：臺鐵增設東海車站。

### 2月
- 2月25日：沃構線通車。

### 3月
- 3月5日：約瑟夫·斯大林死亡後，西伯利亞北極的極地鐵路工程停工。
- 3月27日：發生紐約中央鐵路3列列車事故（英语：1953 New York Central Railroad Accident），造成21人死亡和49人受傷。

### 4月
- 4月5日：莫斯科地鐵阿爾巴特-波克羅夫卡線由革命廣場站延長至基輔站，並採用新的路線前往基輔站，停止使用舊有途經亞歷山大公園站的路線。

### 5月
- 5月1日：臺鐵增設石城車站。

### 6月
- 6月15日：紐約市公共運輸局設立。

### 7月
- 7月：隴海鐵路全線通車。
- 7月25日：紐約地鐵開始使用代幣收取費用。

### 11月
- 11月16日：紐約中央鐵路停止在克里夫蘭聯合總站（英语：Cleveland Union Terminal）的電力機車。

### 12月
- 12月1日：營團地下鐵（現為東京地下鐵）的唯一路線定名為銀座線。